# Гратри, Жозеф
Альфонс Жозеф Огюст Гратри (1805—1872) — французский католический богослов, член французской академии.
Был викарием епископа орлеанского и профессором морали в Сорбонне. Его «Cours de philosophie» (1855—1857, 7 изд., 1864), «Philosophie du Crédo» (1863—1866) и другие сочинения упрочили за ним славу ученого и литератора.
Был сначала противником Ренана и выступал против него во многих своих сочинениях, затем изменил свой образ мыслей. В своей «La morale et la loi de l’histoire» (1868, 2 изд. 1871) он приветствует революцию как возрождение человеческого общества.
Гратри был решительным противником догмата непогрешимости папы, на который резко нападал в своих письмах к Дешаму, архиепископу мехельнскому; но, чувствуя приближение смерти и преследуемый епископами, он в 1871 году подчинился постановлениям Ватиканского собора. После смерти изданы его «Souvenirs de ma jeunesse» (4 изд., 1876).